# Stamboom Claus-Casimir van Oranje-Nassau (2004)
| Grootouders                            | Claus van Amsberg (1926-2002) x 1966 Beatrix van Oranje-Nassau (1938)    | Laurens Jan Brinkhorst (1937) x Jantien Heringa (1935)                   |
| Ouders                                 | Constantijn van Oranje-Nassau (1969) x 2001 Laurentien Brinkhorst (1966) | Constantijn van Oranje-Nassau (1969) x 2001 Laurentien Brinkhorst (1966) |
| Claus-Casimir van Oranje-Nassau (2004) |                                                                          |                                                                          |